# Chválkov (Mnich)
Chválkov (německy Chwalkow) je vesnice, část obce Mnich v okrese Pelhřimov. Nachází se asi 3,5 km na sever od Mnichu. V roce 2009 zde bylo evidováno 70 adres. V roce 2001 zde trvale žilo 96 obyvatel.
Chválkov leží v katastrálním území Chválkov u Kamenice nad Lipou o rozloze 6,18 km2. V katastrálním území Chválkov u Kamenice nad Lipou leží i Dvořiště a Rutov.

## Historie
První písemná zmínka je z roku 1432, kdy probíhaly husitské války. Václav Krajíř z Krajku roku 1543 koupil ves Chválkov. Od něj roku 1552 ho koupili Jankovští z Talmberka jako pustou ves. Po roce 1621 byl Chválkov odejmut jako konfiskát Bohuslavovi Růtovi staršímu z Dírné (zde patrně původ pojmenování místní části Rutov) a v 17 a 18. století často měnil majitele. Roku 1796 od Gudenusů zakoupil Chválkov slezský šlechtic Ignác Stillfried.
Od 19. století byl Chválkov součástí panství a velkostatku Černovice. Významnou událostí byla roku 1924, kdy došlo k parcelaci půdy, což mělo za následek další rozvoj obce (pomníček na křižovatce silnic k nádraží a do Kamenice nad Lipou). V roce 1947 byl asanován chátrající barokní zámeček v centru obce. Do roku 1979 byl Chválkov samostatnou obcí.

## Doprava
Nádraží Chválkov se nachází v lese 2 km severně od vesnice. Úzkokolejná dráha Jindřichův Hradec - Obrataň byla předána do provozu roku 1906. Od roku 1997 je provozována soukromou společností Jindřichohradecké místní dráhy (JHMD).

## Chválkovská alej
Na severním okraji vsi směrem k lesnímu nádraží JHMD se nachází satrobylá Chválkovská alej. Její stáří je odhadováno na cca 300 let. Základ tvoří mohutné lípy, rostou zde však i jiné druhy stromů. Lokalita se účastnila národní soutěže Alej roku 2015.

## Další fotografie

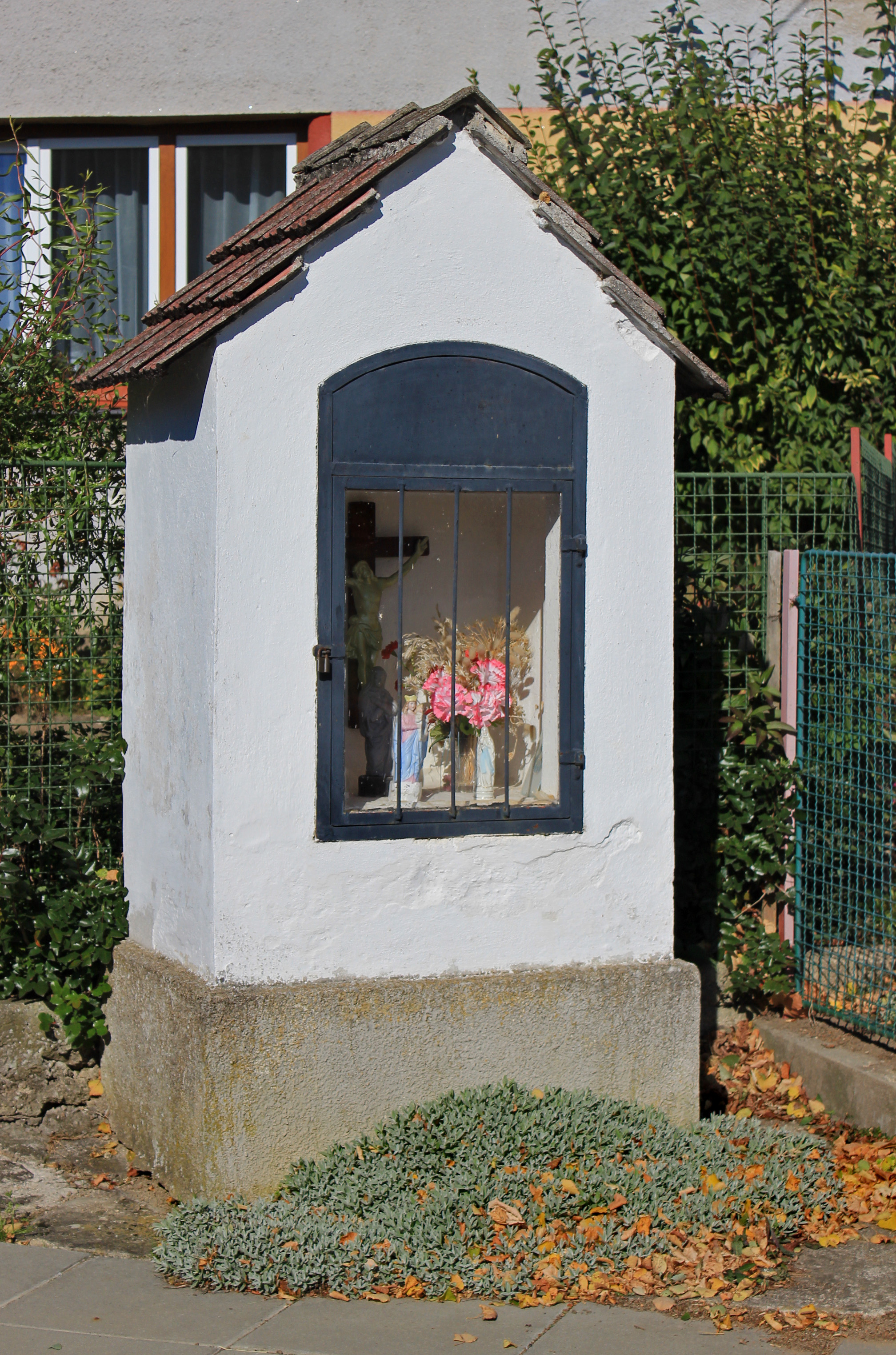
Kaplička u návsi
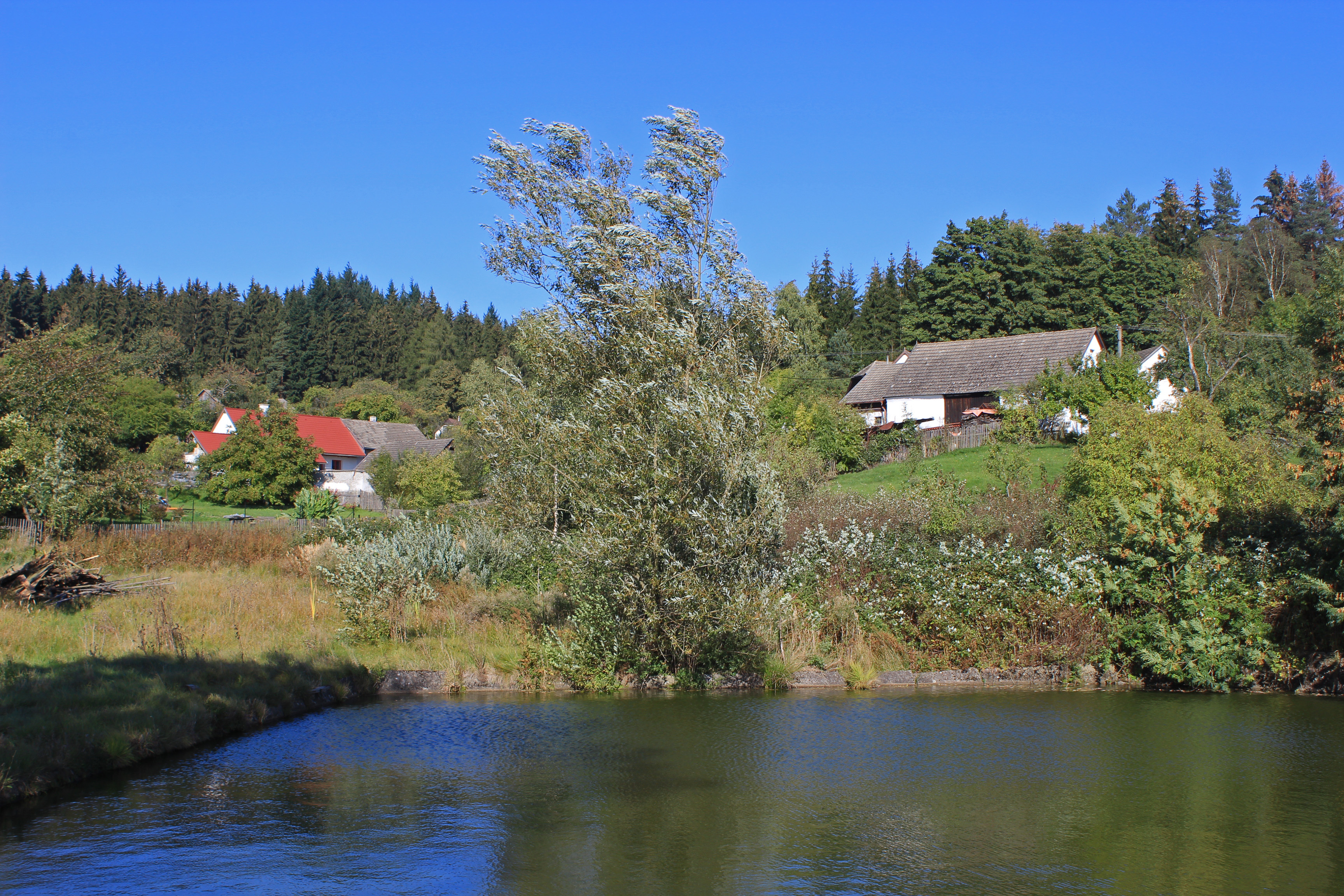
Rybník a severní část vesnice
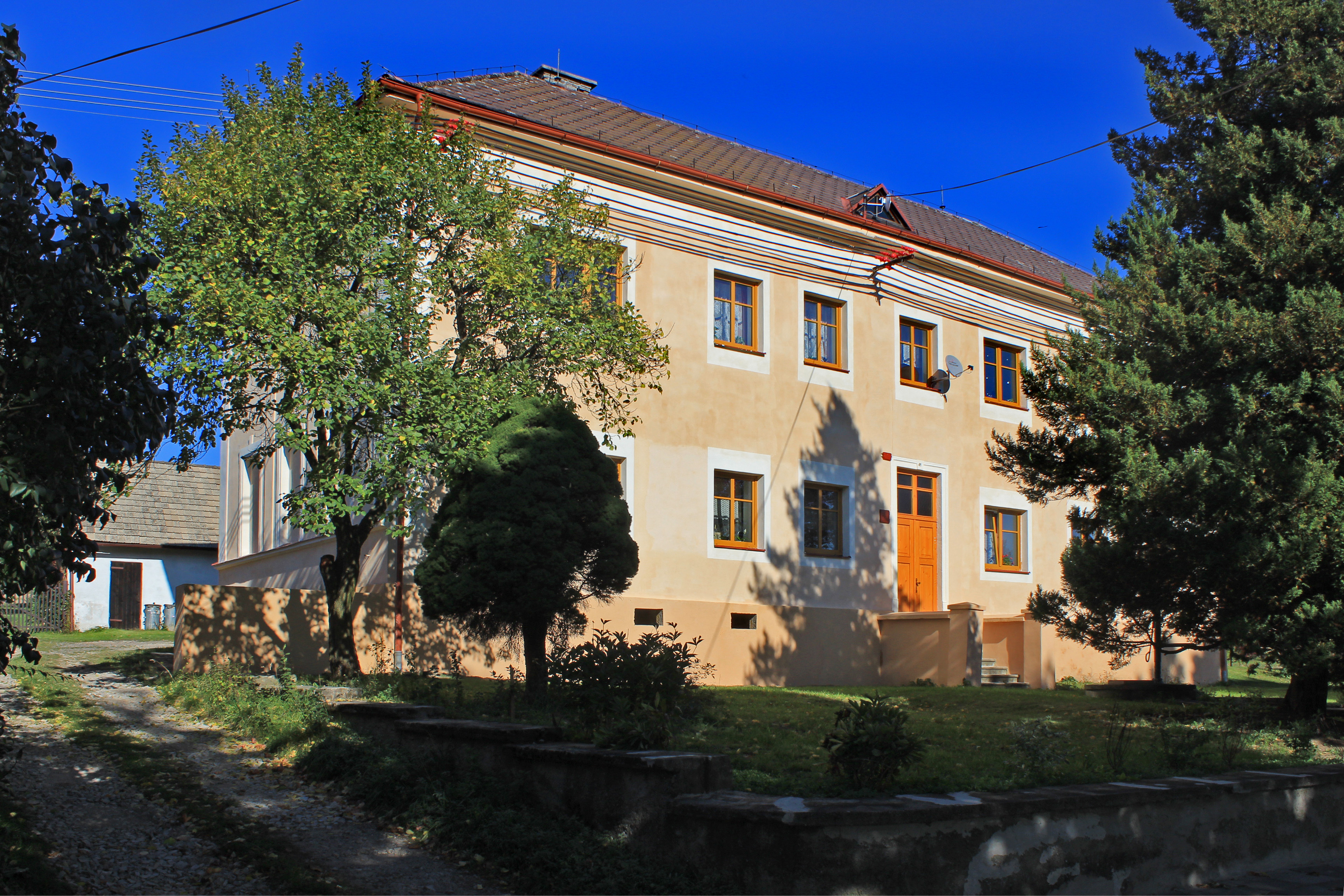
Bývalá škola
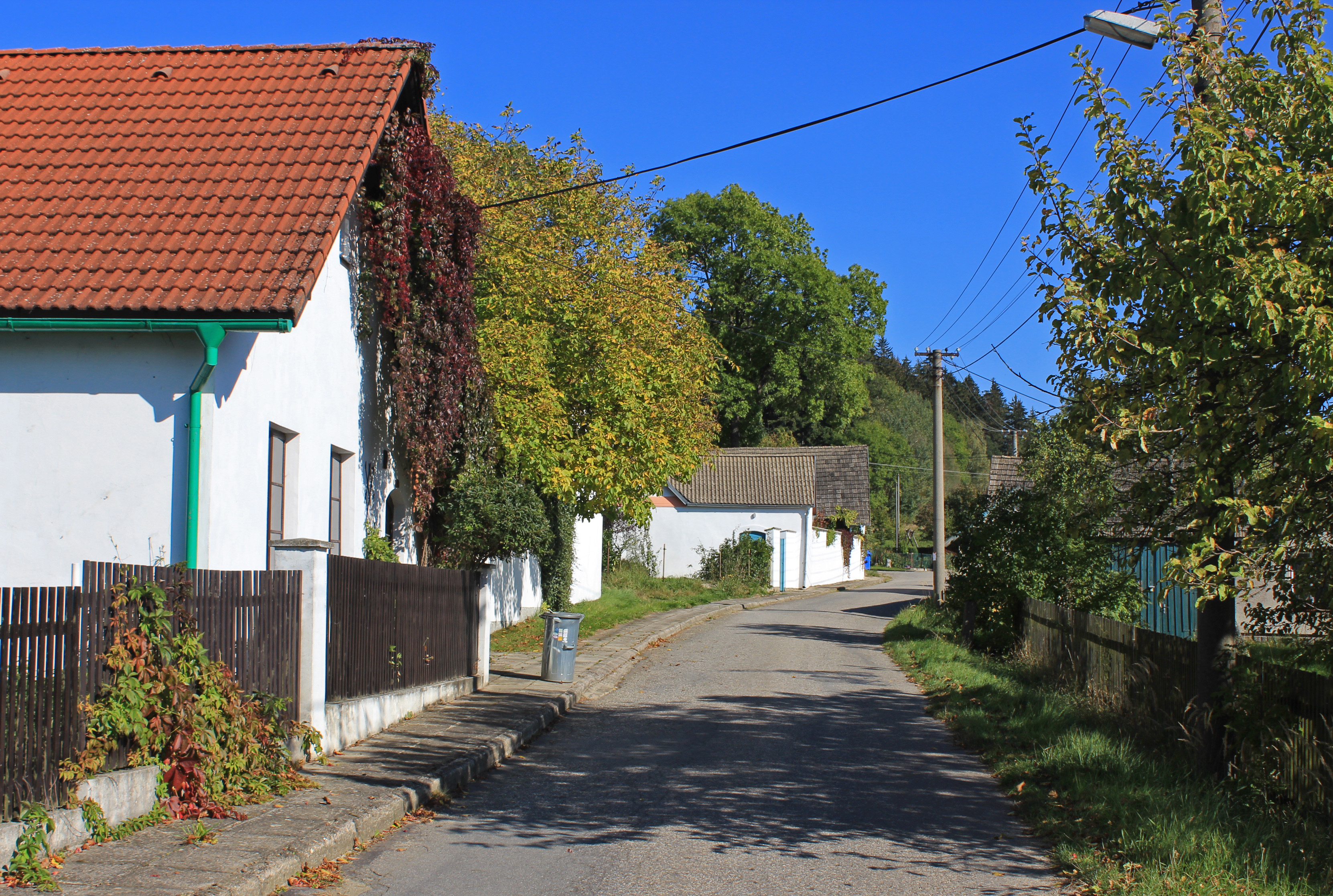
Hlavní silnice ve východní části vesnice